# Södra Rörum
Södra Rörum is een plaats in de gemeente Hörby in Skåne, de zuidelijkste provincie van Zweden. De plaats heeft 108 inwoners (2000) en een oppervlakte van 26 hectare.

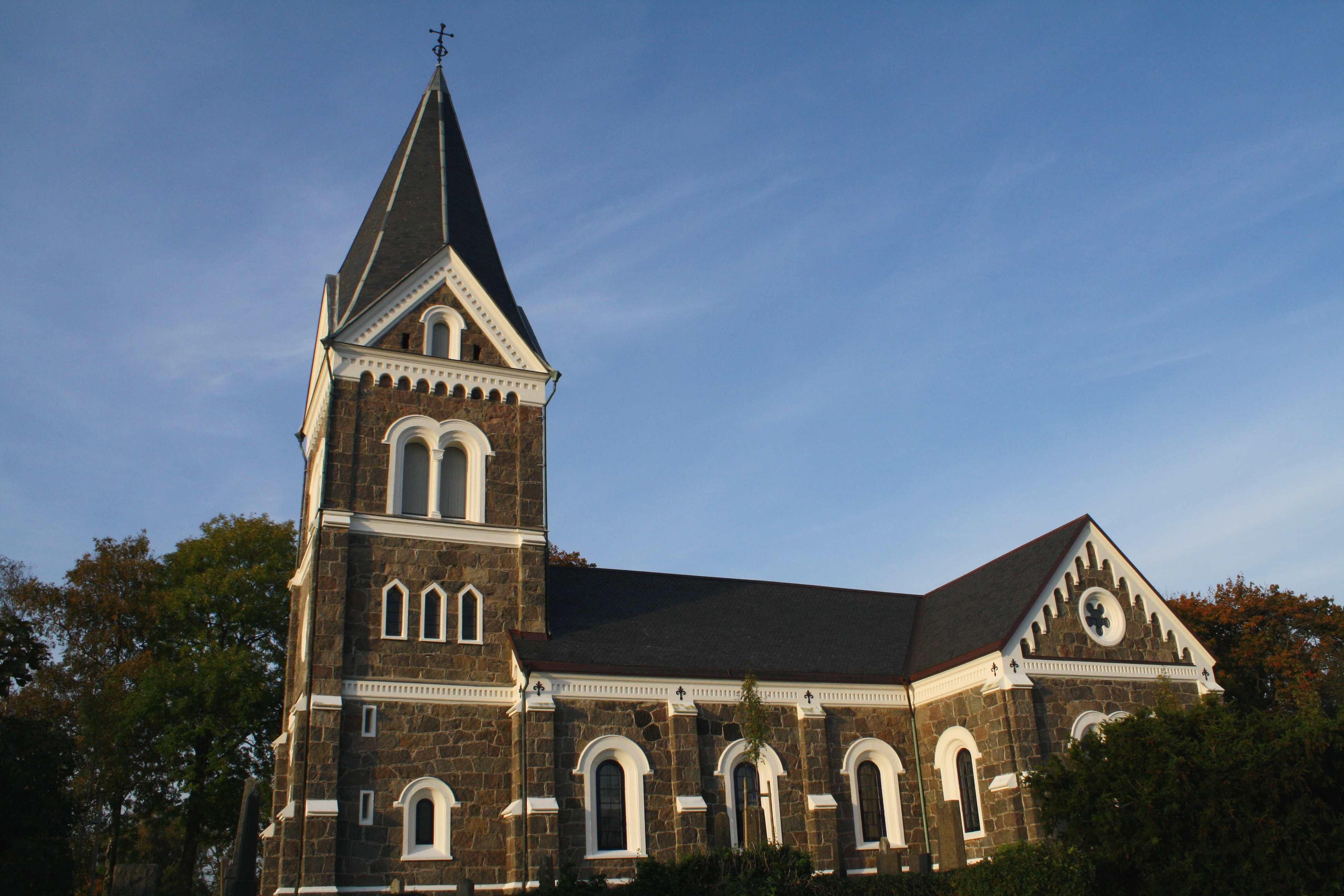
Kerk van Södra Rörum